# Watanabe Shimon
Shimon Watanabe (sinh ngày 10 tháng 12 năm 1990) là một cầu thủ bóng đá người Nhật Bản.

## Sự nghiệp câu lạc bộ
Shimon Watanabe đã từng chơi cho Azul Claro Numazu.